# Marcel Kittel
Marcel Kittel (Arnstadt, 1988. május 11. –) német profi kerékpáros. 2019-ben visszavonult a versenyzéstől.

## Pályafutása
2012-ben először volt a Tour de France résztvevője.
Az 5. szakaszon fel kellett adnia a viadalt.

## Sikerei
| 2011 - Quatre Jours de Dunkerque - Pontverseny győztese - 1., 1. szakasz - 1., 2. szakasz - 1., 3. szakasz - 1., 5. szakasz - Vuelta ciclista a España - 1., 7. szakasz - Tour de Pologne - 3. pontversenyben - 1., 1. szakasz - 1., 2. szakasz - 1., 2. szakasz - 1., 7. szakasz 2013 - Tour de France - 4. pontversenyben - 1., 1. szakasz - 3., 6. szakasz - 1., 10. szakasz - 1., 12. szakasz - 1., 21. szakasz 2014 - Tour de France - 4. pontversenyben - 1., 1. szakasz - 1., 3. szakasz - 1., 4. szakasz - 1., 21. szakasz | 2015 - Tour de Pologne - Pontverseny győztese - 1., 1. szakasz 2016 - Giro d’Italia - 1., 2. szakasz - 1., 3. szakasz - Tour de France - 2. pontversenyben - 2., 1. szakasz - 1., 4. szakasz - 2., 6. szakasz - 5., 14. szakasz 2017 - Tour de France - 1., 2. szakasz - 2., 1. szakasz - 1., 6. szakasz - 1., 7. szakasz - 1., 10. szakasz - 1., 11. szakasz |